# Herb Zatora
Herb Zatora – jeden z symboli miasta Zator i gminy Zator w postaci herbu.

## Wygląd i symbolika
Herb przedstawia w polu czerwonym trzy ułożone wachlarzowo miecze, ze złotymi rękojeściami.

## Historia
Herb pochodzi z XV wieku. W 1793 cesarz Franciszek II Habsburg nadał miastu nowy herb, w polu błękitnym srebrny orzeł z herbem Kownia (w polu czerwonym trzy złote miecze) na piersi.